# Вила-Шан (Вале-де-Камбра)
Вила-Шан (порт. Vila Chã) — населённый пункт и район в Португалии, входит в округ Авейру. Является составной частью муниципалитета Вале-де-Камбра. Находится в составе крупной городской агломерации Большое Авейру. По старому административному делению входил в провинцию Бейра-Литорал. Входит в экономико-статистический субрегион Энтре-Доуру-и-Воуга, который входит в Северный регион. Население составляет 4133 человека. Занимает площадь 6,86 км².
Покровителем района считается Дева Мария (порт. Nossa Senhora da Purificação).